# Ванчонгкхам, Пхонгсаклек
Пхонгсаклек Ванчонгкхам (тайск. พงษ์ศักดิ์เล็ก วันจงคำ, англ. Pongsaklek Wonjongkam, 11 августа 1977 в Накхонратчасиме, Таиланд) — тайский боксёр-профессионал, выступающий в наилегчайшей весовой категории. Чемпион мира по версии WBC.

## Карьера
Карьеру профессионального боксёра Пхонгсаклек начал в возрасте 17-ти лет в декабре 1994 года как боец минимального веса. С 1997 года Ванчонгкхам начал на постоянной основе выступать в наилегчайшем весе и спустя шесть лет после боксёрского дебюта получил возможность драться за титул. В марте 2001 года, побив непобеждённого до тех пор филиппинца Малколма Тунакао, Пхонгсаклек стал чемпионом мира по версии WBC. В июле 2007 года во время 18-й защиты титула Ванчонгкхам потерпел поражение от японца Дайсуке Найто, которого ранее дважды побеждал, прервав беспроигрышную серию из 56-ти поединков. В марте 2010 года Пхонгсаклек вернул себе титул WBC, победив Коки Камеду, отобравшего до того чемпионский пояс у Найто.
В 2012 году Пхонгсаклек признан WBC лучшим бойцом десятилетия.